# Hitachi Football Club 1982
Questa voce raccoglie le informazioni riguardanti l'Hitachi Football Club nelle competizioni ufficiali della stagione 1982

## Stagione
Immediatamente eliminato dalla Coppa di Lega per mano del Nippon Steel, l'Hitachi concluse il campionato al sesto posto. In Coppa dell'Imperatore l'Hitachi giunse sino ai quarti di finale, dove fu eliminato dallo Yomiuri a causa di un gol subito durante i tempi supplementari.

## Maglie e sponsor
Le divise della squadra, di colore giallo e con il logo della Hitachi di colore nero sulla parte anteriore, sono prodotte dall'Adidas.
| Manica sinistra · Maglietta · Manica destra · Pantaloncini · Calzettoni | Manica sinistra · Maglietta · Manica destra · Pantaloncini · Calzettoni |  |

## Rosa
| N. |                     | Ruolo | Calciatore         |
| -- | ------------------- | ----- | ------------------ |
| 1  | Giappone (bandiera) | P     | Uchinori Wakamatsu |
| 2  | Giappone (bandiera) | D     | Shigemitsu Sudō    |
| 3  | Giappone (bandiera) | D     | Tetsuo Sugamata    |
| 4  | Giappone (bandiera) | D     | Kenji Koshiba      |
| 5  | Giappone (bandiera) | D     | Masaki Yokotani    |
| 6  | Giappone (bandiera) | A     | Akira Matsunaga    |
| 7  | Giappone (bandiera) | A     | Toshio Takabayashi |
| 8  | Giappone (bandiera) | C     | Akira Nishino      |
| 9  | Giappone (bandiera) | A     | Hiroyuki Usui      |
| 10 | Giappone (bandiera) | C     | Kazumasa Kume      |
| 11 | Giappone (bandiera) | D     | Kiyotaka Shirono   |
| 12 | Giappone (bandiera) | C     | Toru Yoshikawa     |
| 13 | Giappone (bandiera) | A     | Keiji Setsu        |
| 14 | Giappone (bandiera) | A     | Daisuke Nomura     |

| N. |                     | Ruolo | Calciatore         |
| -- | ------------------- | ----- | ------------------ |
| 15 | Giappone (bandiera) | D     | Muneshige Kamata   |
| 16 | Giappone (bandiera) | C     | Shinichi Kanega    |
| 17 | Giappone (bandiera) | D     | Tetsuo Murono      |
| 18 | Giappone (bandiera) | A     | Toru Narushima     |
| 19 | Giappone (bandiera) | A     | Yoshihiro Murayama |
| 20 | Giappone (bandiera) | A     | Kiyoshi Komaki     |
| 21 | Giappone (bandiera) | P     | Takashi Kawamoto   |
| 22 | Giappone (bandiera) | C     | Masayoshi Sugimoto |
| 24 | Giappone (bandiera) |       | Hidetoshi Takayama |
| 25 | Giappone (bandiera) | C     | Shigeru Kobayama   |
| 26 | Giappone (bandiera) | P     | Koji Himeno        |
| 24 | Giappone (bandiera) |       | Yoshihito Watanabe |
| 31 | Giappone (bandiera) | P     | Tatsuhiko Seta     |

## Statistiche

### Statistiche di squadra
| Competizione          | Punti | Totale | Totale | Totale | Totale | Totale | Totale | DR  |
| Competizione          | Punti | G      | V      | N      | P      | Gf     | Gs     | DR  |
| --------------------- | ----- | ------ | ------ | ------ | ------ | ------ | ------ | --- |
| JSL Division 1        | 22    | 18     | 9      | 4      | 5      | 25     | 17     | +8  |
| JSL Cup               | -     | 1      | 0      | 0      | 1      | 0      | 1      | -1  |
| Coppa dell'Imperatore | -     | 3      | 2      | 0      | 1      | 6      | 3      | +3  |
| Totale                | -     | 26     | 20     | 9      | 6      | 31     | 21     | +10 |